# Бузенто
Бузенто (на италиански: Busento; на латински: Bucentius) е река в Калабрия, Италия. Дължината ѝ е 90 km. Извира от Монте Кокудзо в планината Сила, минава през град Козенца и се влива в река Крати.